# VK (empresa)
VK, conocida como Mail.ru Group hasta 2021, es una compañía de Internet rusa que opera varios servicios online como un servicio de  email, un motor de búsqueda y una red social (VKontakte).
Comenzó en 1998 como un servicio de e-mail y llegó a convertirse en una de las principales corporaciones de Internet para el mercado ruso. A partir de 2013 de acuerdo a comScore, los sitios web propiedad de Mail.ru Group colectivamente tuvo la audiencia más grande en Rusia y con más tiempo de expectación. Los sitios de Mail.ru alcanzan aproximadamente el 86% de los usuarios de Internet rusos sobre una base mensual y la compañía está en el top 5 de las más grandes empresas de Internet, basado en el número total de páginas visitadas. Mail.ru es propietaria de las 3 más grandes redes sociales de Rusia. Opera la segunda y la tercera red social más popular de Rusia, Odnoklassniki y Moi Mir, respectivamente. También tiene el 100% de las acciones la red social VKontakte y con participaciones minoritarias en Qiwi (15.04%). Además opera dos redes de mensajería instantánea (Mail.ru Agent e ICQ), un servicio de correo electrónico y el portal de Internet Mail.ru, así como una serie de juegos en línea.
Mail.ru ha desarrollado software potencialmente no deseado que funcionan como programas de afiliación (permiten ganar dinero mediante la promoción de los servicios). Algunos de estos programas han sido distribuidos por malware. Por ejemplo, Filetour ha distribuido:
- Mail.Ru/Sputnik. Programa de afiliación que reemplaza la página de inicio de navegadores a Mail.ru y añade varias extensiones de navegador. No es malware pero puede degradar la experiencia de usuario.
- Amigo browser. Programa de afiliación que instala aplicaciones adicionales como un cliente para conectar a la red social VKontakte